# (20099) 1994 WB3
(20099) 1994 WB3 là một tiểu hành tinh vành đai chính. Nó được phát hiện bởi Seiji Ueda và Hiroshi Kaneda ở Kushiro, Hokkaidō, Nhật Bản, ngày 28 tháng 11 năm 1994.